# Шуцька-Буртя Ірина Василівна
Іри́на Шу́цька-Буртя (* 1983) — українська та румунська гандболістка.

## З життєпису
Народилася 1983 року в місті Хмельницький. Виступала за жіночу збірну України з гандболу.
Протягом 2014—2016 років виступала в CSM Ploiești. Через фінансові проблеми клубу звільнилася з допомогою Федерації гандболу Румунії.
2016 року підписала контракт із бухарестським клубом «Динамо» — це п'ята румунська команда, за яку вона виступала. Також виступала за «HC Dunărea Brăila».
2015 року одружилася з Лауренціу Буртя.